# Quảng Thọ (xã)
Quảng Thọ là một xã thuộc huyện Quảng Điền, thành phố Huế, Việt Nam.
Xã có diện tích 9,52 km², dân số năm 1999 là 7562 người, mật độ dân số đạt 794 người/km².

## Địa lí
Xã Quảng Thọ có vị trí địa lý:
- Phía Đông giáp xã Quảng An và xã Quảng Thành.
- Phía Tây giáp xã Quảng Phú và thị xã Hương Trà.
- Phía Nam giáp thành phố Huế.
- Phía Bắc giáp thị trấn Sịa, xã Quảng Phú, xã Quảng Vinh, xã Quảng Phước và xã Quảng An.

## Hành chính
Xã có 8 thôn: 
1. Phò Nam A
2. Phò Nam B
3. Tân Xuân Lai
4. Niêm Phò
5. Lương Cổ
6. La Vân Hạ
7. Phước Yên
8. La Vân Thượng